# Arhimedski graf
Arhimedski graf je v teoriji grafov poliedrski graf in tvori skelet arhimedskega telesa. Obstaja 13 arhimedskih grafov in vsi so regularni poliedrski grafi in zaradi tega tudi 3-točkovnopovezani, točkovnoprehodni in ravninski grafi. So tudi Hamiltonovi grafi.:267–270 Eurlerjevi grafi so vsi štirje kvartični grafi: kubooktaedrski, rombikubooktaedrski, ikozidodekaedrski in  rombiikozidodekaedrski graf. Povezavnoprehodna sta le kubooktaedrski in ikozidodekaedrski graf.
Poleg 13-ih grafov se med arhimedske grafe lahko šteje tudi neskončna množica prizemskih in antiprizemskih grafov.:261
| ime                              | graf G (Schleglov diagram) | stopnja d | točke V | povezave E | red \| Aut (G) \| |
| -------------------------------- | -------------------------- | --------- | ------- | ---------- | ----------------- |
| graf prisekanega tetraedra       |                            | 3         | 12      | 18         | 24                |
| kubooktaedrski graf              |                            | 4         | 12      | 24         | 48                |
| graf prisekane kocke             |                            | 3         | 24      | 36         | 48                |
| graf prisekanega oktaedra        |                            | 3         | 24      | 36         | 48                |
| rombikubooktaedrski graf         |                            | 4         | 24      | 48         | 48                |
| graf prisekanega kubooktaedra    |                            | 3         | 48      | 72         | 48                |
| graf prirezane kocke             |                            | 5         | 24      | 60         | 24                |
| ikozidodekaedrski graf           |                            | 4         | 30      | 60         | 120               |
| graf prisekanega dodekaedra      |                            | 3         | 60      | 90         | 120               |
| graf prisekanega ikozaedra       |                            | 3         | 60      | 90         | 120               |
| rombiikozidodekaedrski graf      |                            | 4         | 60      | 120        | 120               |
| graf prisekanega ikozidodekaedra |                            | 3         | 120     | 180        | 120               |
| graf prirezanega dodekaedra      |                            | 5         | 60      | 150        | 60                |